# Алжир (град)
Алжир (арап. مدينة الجزائر Madīnat al-Dschazā'ir, упрошћено دزاير Dzayer, фр. Alger) је главни и највећи град истоимене северноафричке државе. Град се налази у западном делу залива Средоземног мора који је добио назив по њему. Налази се на падинама Сахела, брдског ланца паралелног са обалом. Ова брда су део планина Атлас.
У густо насељеном централном делу града живи 2,2 милиона становника. Вилајет Алжир сачињавају укупно 57 насеља са 3,5 милиона становника (2008). Последњих деценија низ приградских насеља интегрисан је у градско подручје. У регији главног града, која превазилази подручје вилајета, живи 6,3 милиона људи (2008).
Град је подељен на два дела - нови, модерни део и стари град. У старом граду се налази казба, тврђава из 16. века, Велика џамија из 11. века, џамија из 1660. и грађевине из француског колонијалног доба (1830—1962). Тврђава се од 1992. налази на УНЕСКО листи Светске баштине.
Око 1200. п. н. е. Феничани су населили простор где се данас налази Алжир. У заливу су основали трговачку колонију Икосим, где су касније владали краљеви Мауританије и Римљани. Град Алжир је основан 944. године.

## Географија
Град је смештен амфитеатрално око западног дела истоименог залива на Средоземном мору, стари део града лежи по брежуљцима (122 m), горју Монт Плезанта (300 m), делу масива Атлас, који се протеже паралелно са обалом.
Стари оријентални густо насељени део града, звани Казба карактеришу стрме, уске улице, надсвођене степенице и бројна муслиманска гробља, од којих је најпознатије Ел Кетар. Због историјских и естетских критеријума је Казба 1992. уврштена на Унесков списак Светске баштине. Нови део модерног града са широким булеварима, палатама и парковима, изграђен је у 19. веку за време француске колонијалне управе (1830–1962).

### Клима
Алжир се налази медитеранској климатској зони са топлим сувим летима и хладним и влажним зимама. Просечна годишња температура износи 18,2 °C. Најтоплији месец је август са просечном температуром од 25,2 °C, док су најхладнији јануар и фебруар са просечно 12,2 до 12,6 °C. Ветар са мора доноси освежење лети. Зими су честе непогоде са доста кише.
Дана 9. новембра 2001. у граду је у јаком невремену страдало 672 људи, а 1500 породица је остало без крова над главом. Просечна годишња количина падавина је 598 милиметара. Највише кише падне између новембра и фебруара.
| Клима Алжира (Дар ел Бејда међународни аеродром) 1976–2005 просеци, екстреми 1838–садашњост       | Клима Алжира (Дар ел Бејда међународни аеродром) 1976–2005 просеци, екстреми 1838–садашњост | Клима Алжира (Дар ел Бејда међународни аеродром) 1976–2005 просеци, екстреми 1838–садашњост | Клима Алжира (Дар ел Бејда међународни аеродром) 1976–2005 просеци, екстреми 1838–садашњост | Клима Алжира (Дар ел Бејда међународни аеродром) 1976–2005 просеци, екстреми 1838–садашњост | Клима Алжира (Дар ел Бејда међународни аеродром) 1976–2005 просеци, екстреми 1838–садашњост | Клима Алжира (Дар ел Бејда међународни аеродром) 1976–2005 просеци, екстреми 1838–садашњост | Клима Алжира (Дар ел Бејда међународни аеродром) 1976–2005 просеци, екстреми 1838–садашњост | Клима Алжира (Дар ел Бејда међународни аеродром) 1976–2005 просеци, екстреми 1838–садашњост | Клима Алжира (Дар ел Бејда међународни аеродром) 1976–2005 просеци, екстреми 1838–садашњост | Клима Алжира (Дар ел Бејда међународни аеродром) 1976–2005 просеци, екстреми 1838–садашњост | Клима Алжира (Дар ел Бејда међународни аеродром) 1976–2005 просеци, екстреми 1838–садашњост | Клима Алжира (Дар ел Бејда међународни аеродром) 1976–2005 просеци, екстреми 1838–садашњост | Клима Алжира (Дар ел Бејда међународни аеродром) 1976–2005 просеци, екстреми 1838–садашњост |
| Показатељ \ Месец                                                                                 | .Јан.                                                                                       | .Феб.                                                                                       | .Мар.                                                                                       | .Апр.                                                                                       | .Мај.                                                                                       | .Јун.                                                                                       | .Јул.                                                                                       | .Авг.                                                                                       | .Сеп.                                                                                       | .Окт.                                                                                       | .Нов.                                                                                       | .Дец.                                                                                       | .Год.                                                                                       |
| ------------------------------------------------------------------------------------------------- | ------------------------------------------------------------------------------------------- | ------------------------------------------------------------------------------------------- | ------------------------------------------------------------------------------------------- | ------------------------------------------------------------------------------------------- | ------------------------------------------------------------------------------------------- | ------------------------------------------------------------------------------------------- | ------------------------------------------------------------------------------------------- | ------------------------------------------------------------------------------------------- | ------------------------------------------------------------------------------------------- | ------------------------------------------------------------------------------------------- | ------------------------------------------------------------------------------------------- | ------------------------------------------------------------------------------------------- | ------------------------------------------------------------------------------------------- |
| Апсолутни максимум, °C (°F)                                                                       | 27,6 (81,7)                                                                                 | 31,4 (88,5)                                                                                 | 36,3 (97,3)                                                                                 | 36,5 (97,7)                                                                                 | 41,1 (106)                                                                                  | 44,6 (112,3)                                                                                | 45,2 (113,4)                                                                                | 47,5 (117,5)                                                                                | 44,4 (111,9)                                                                                | 39,5 (103,1)                                                                                | 34,4 (93,9)                                                                                 | 30,4 (86,7)                                                                                 | 47,5 (117,5)                                                                                |
| Максимум, °C (°F)                                                                                 | 16,7 (62,1)                                                                                 | 17,4 (63,3)                                                                                 | 19,3 (66,7)                                                                                 | 20,9 (69,6)                                                                                 | 23,9 (75)                                                                                   | 28,2 (82,8)                                                                                 | 31,2 (88,2)                                                                                 | 32,2 (90)                                                                                   | 29,6 (85,3)                                                                                 | 25,9 (78,6)                                                                                 | 20,8 (69,4)                                                                                 | 17,9 (64,2)                                                                                 | 23,7 (74,7)                                                                                 |
| Просек, °C (°F)                                                                                   | 11,1 (52)                                                                                   | 11,7 (53,1)                                                                                 | 13,2 (55,8)                                                                                 | 14,9 (58,8)                                                                                 | 18,1 (64,6)                                                                                 | 22,2 (72)                                                                                   | 25,1 (77,2)                                                                                 | 26,0 (78,8)                                                                                 | 23,6 (74,5)                                                                                 | 20,1 (68,2)                                                                                 | 15,3 (59,5)                                                                                 | 12,6 (54,7)                                                                                 | 17,8 (64)                                                                                   |
| Минимум, °C (°F)                                                                                  | 5,5 (41,9)                                                                                  | 5,9 (42,6)                                                                                  | 7,1 (44,8)                                                                                  | 8,8 (47,8)                                                                                  | 12,3 (54,1)                                                                                 | 16,1 (61)                                                                                   | 18,9 (66)                                                                                   | 19,8 (67,6)                                                                                 | 17,6 (63,7)                                                                                 | 14,2 (57,6)                                                                                 | 9,8 (49,6)                                                                                  | 7,2 (45)                                                                                    | 11,9 (53,4)                                                                                 |
| Апсолутни минимум, °C (°F)                                                                        | −3,3 (26,1)                                                                                 | −1,9 (28,6)                                                                                 | −1,0 (30,2)                                                                                 | −0,8 (30,6)                                                                                 | 2,6 (36,7)                                                                                  | 5,5 (41,9)                                                                                  | 9,0 (48,2)                                                                                  | 9,5 (49,1)                                                                                  | 8,2 (46,8)                                                                                  | 4,1 (39,4)                                                                                  | −0,1 (31,8)                                                                                 | −2,3 (27,9)                                                                                 | −3,3 (26,1)                                                                                 |
| Количина падавина, mm (in)                                                                        | 81,4 (3,205)                                                                                | 72,7 (2,862)                                                                                | 55,0 (2,165)                                                                                | 58,4 (2,299)                                                                                | 41,9 (1,65)                                                                                 | 8,5 (0,335)                                                                                 | 4,5 (0,177)                                                                                 | 8,2 (0,323)                                                                                 | 28,3 (1,114)                                                                                | 58,8 (2,315)                                                                                | 89,6 (3,528)                                                                                | 91,0 (3,583)                                                                                | 598,3 (23,555)                                                                              |
| Дани са падавинама (≥ 0.1 mm)                                                                     | 11,4                                                                                        | 10,6                                                                                        | 9,7                                                                                         | 9,1                                                                                         | 7,3                                                                                         | 2,5                                                                                         | 1,5                                                                                         | 2,5                                                                                         | 5,3                                                                                         | 8,6                                                                                         | 11,1                                                                                        | 12,1                                                                                        | 91,7                                                                                        |
| Релативна влажност, %                                                                             | 71                                                                                          | 66                                                                                          | 65                                                                                          | 62                                                                                          | 66                                                                                          | 66                                                                                          | 67                                                                                          | 65                                                                                          | 68                                                                                          | 66                                                                                          | 68                                                                                          | 68                                                                                          | 67                                                                                          |
| Сунчани сати — месечни просек                                                                     | 139,5                                                                                       | 158,2                                                                                       | 207,7                                                                                       | 228,0                                                                                       | 300,7                                                                                       | 300,0                                                                                       | 353,4                                                                                       | 325,5                                                                                       | 267,0                                                                                       | 198,4                                                                                       | 153,0                                                                                       | 145,7                                                                                       | 2.777,1                                                                                     |
| Сунчани сати — дневни просек                                                                      | 4,5                                                                                         | 5,6                                                                                         | 6,7                                                                                         | 7,6                                                                                         | 9,7                                                                                         | 10,0                                                                                        | 11,4                                                                                        | 10,5                                                                                        | 8,9                                                                                         | 6,4                                                                                         | 5,1                                                                                         | 4,7                                                                                         | 7,6                                                                                         |
| Извор #1: Светска метеоролошка организација (просечне температуре и преципитација, 1976–2005)     |                                                                                             |                                                                                             |                                                                                             |                                                                                             |                                                                                             |                                                                                             |                                                                                             |                                                                                             |                                                                                             |                                                                                             |                                                                                             |                                                                                             |                                                                                             |
| Извор #2: Арапска метереолошка књига (влажност и сунчаност), Meteo Climat (record highs and lows) |                                                                                             |                                                                                             |                                                                                             |                                                                                             |                                                                                             |                                                                                             |                                                                                             |                                                                                             |                                                                                             |                                                                                             |                                                                                             |                                                                                             |                                                                                             |

## Историја
Прво насеље на простору данашњег града - Икосим, основали су Феничани око 1200. п. н. е. који су ту имали своју трговачку колонију. Након њих, Икосим су заузели нумидијски владари и владали њиме, све док тај део Африке нису заузели Римљани и наставили владати њиме и преименовали га у Icosium. Римски цар Веспазијан доделио је Икосијуму статус града - цивитас у 1. веку, а крајем 5. века Икосијум је постао седиште бискупа.
Данашњи Алжир, основао је 944. Булогин ибн Зири, оснивач берберске династије Зирид - Санхаџа. Њихову владавину прекинуо је 1148. Руђер II Сицилијански који није дуго владао јер су га већ 1159. заузели Алмохади, и владали њиме све до 13. века, кад је њиме завладао Абд ел Вадид султан из Тлемцена. Иако је формално био под Султанатом Тлемцен, град Алжир имао је велику самосталност и властитог емира, али у сени Орана који је тад био главна лука и седиште моћи Абд ел Вадида.
Почетком 1302. полуострво Пенон које затвара луку, заузели су Шпанци. Од тад је почела трговачка активност између Алжира и Шпаније, али је само насеље и надаље остало мало и безначајно, све док се у њега нису населили бројни прогнани Маури из Шпаније, крајем 15. века. Шпанци су 1510. предузели велику офанзиву на обалу Алжира и заузели обалске градове, желећи да тако спрече гусарску активност, а на полуострву Пенон изградили су утврђење.

### Град за време османске власти
Тадашњи владар Алжира, - емир Селим бин Теуми, позвао је 1516. познате османске гусаре браћу Орука и Хајрудина Барбаросу у помоћ да се избаце Шпанце из градова. Орук се одазвао молби и дошао у Алжир, и 1516. заузео град, али је истовремено погубио Селима, затим је предузео велику кампању да истера Шпанце из свих обалских градова. Орук је погинуо већ следеће године 1517. у борби против Шпанаца приликом заузимања Тлемцена. Њега је наследио брат Хајрудин Барбароса који је накратко изгубио град 1524, али га је поновно заузео 1529. Хајрудин је претворио Алжир у пашалук, а касније га трансформирао у Беглук Алжир, а затим формално позвао султана Сулејмана Величанственог да прихвати суверенитет над Алжиром и припоји га Османском царству. Како се Алжир налазио на рубу царства, и изван контроле Високе Порте, Хајрудин Барбароса обновио је гусарску активност, која је од тад постала главна привредна активност обалских градова и седиште Берберских корсара који су добра три века угрожавали пловидбу по том делу Медитерана.
За време османске власти град Алжир био је опасан зидинама са свих страна, укључујући појас уз обалу. У град је водило пет врата, из којих су цесте водиле у центар који је тад био код Џамије Кетшава. Град је добио цитаделу 1556. Тадашња главна улица ишла је од севера према југу и делила је град на два дела; Горњи град (ал-Габал, или Планина) који се састојао од педесетак малих махала различитих етничких заједница (Андалузијаца, Јевреји, Мавара и локалних Кабила, и Доњи град (ал Вата, или равница) који је био административно, војно и трговачко средиште града, у којем су углавном становали турски достојанственици и људи из више класе.

### Град за време француске колонијалне власти
Од 1815. до 1962. историја града дубоко је повезана са историјом тадашње метрополе из које се владало Француском. Casus belli за напад на Алжир, била је увреда француског конзула, којег је деј - тадашњи османски управник Алжира, ударио мухоловком, наљућен изјавом конзула да француска влада не жели да плати велика дуговања двојици алжирских трговаца. Због тог је француска војска под заповедништвом грофа Луја-Августа-Виктора де Бурмонта напала град 4. јула 1830, а већ следећег дана град је капитулирао. Од тад је Алжир постао главни град колоније Француски Алжир.
На почетку 20. века већина становника града, били су Европљани (мање више Французи). Током 1930-их година, град је постао чувен због архитекта Ле Корбизјеа који је израдио знатан број урбанистичких решења за потпуни редизајн колонијалног града. Ле Корбизје је био врло критичан према оном што је затекао и видео у Алжиру, описујући Европски део града као „ништа, осим попуцалих зидова и девастиране природе”. Био је и врло критичан према великој разлици у животном стандарду између европских и афричких становника града, то стање је описао ријечима цивилизовани живе као штакори по рупама, док варвари' живе у самоћи и благостању. Од његових амбициозних решења, мало тог је изведено, јер их је тадашња колонијална администрација игнорисала.
За вријеме Другог светског рата Алжир је био посљедњи већи град који су Савезници заузели 9. новембра 1942. након поморског десанта на Мароко, из којег је организовано сламање Ромелових јединица у Тунису и потпуно ослобођење Африке од Осовинских сила.
Од стицања независности 1962. Алжир је испочетка изгубио добар део дотадашњих становника, - који су се иселили у Француску, али је следећих декада почео енормно да расте, тако да данас у њему живи 10% становника земље, претпоставља се да данас у ширем простору града живи 5 000 000 људи.
Алжир је био домаћин Свеафричких игара одржаних 1978. и 2007, а 2007. био је афрички град културе.

## Становништво
| Година       |
| Становништво |
| ------------ |

## Партнерски градови
- Каракас
- Монтреал
- Тунис
- Тир
- Амстердам
- Триполи
- Суракарта
- Женева
- Пекинг
- Берлин
- Каиро
- Казабланка
- Лондон
- Москва
- Њујорк
- Барселона
- Дакар
- Асунсион
- Босасо
- Софија
- Аман
- Ел Ајун